# Magdalena (Grabbe)
Magdalena, imię świeckie Nina Pawłowna Grabbe (7 czerwca 1903, Sankt Petersburg - 3 września 1987, Chavincourt-Provemont) – rosyjska mniszka prawosławna, przełożona monasteru Leśniańskiej Ikony Matki Bożej w Chavincourt-Provemont w latach 1976–1987.

## Życiorys
Urodziła się 7 czerwca 1903 w Petersburgu. Była córką hrabiego Pawła Grabbe i jego żony Anastasii, zd. Diemidowej. Wychowywana była w poszanowaniu tradycji wojskowych rodziny Grabbe oraz idei słowianofilskich głoszonych przez jej pradziadka Aleksieja Chomiakowa. Szczególny wpływ na jej wychowanie miały babki: hrabina Grabbe, córka Chomiakowa oraz księżna Wołkońska. Obydwie były zaangażowane w działalność charytatywną. Zajmowała się nią również matka przyszłej ihumeni.
Po rewolucji październikowej razem z rodziną znalazła się na emigracji w Grecji. W obozie dla uchodźców na wyspie Lemnos zmarła jej matka. Następnie zamieszkali w majątku rodowym na Wołyniu. Po wkroczeniu Armii Czerwonej na Wołyń w 1939 rodzina bezskutecznie usiłowała przedostać się na ziemie polskie pod okupacją niemiecką, a następnie przekroczyć granicę węgierską. W drodze zostali zatrzymani przez oddział radziecki i Pawieł Grabbe znalazł się w więzieniu. Nina Grabbe, obawiając się aresztowania, zbiegła do Lwowa. Po 1941 otrzymała zgodę na wyjazd do Jugosławii, gdzie przebywał już jej brat Jurij, kierownik kancelarii Rosyjskiego Kościoła Prawosławnego poza granicami Rosji. W ostatnich latach II wojny światowej Jurij Grabbe, razem z całym Synodem Cerkwi Zagranicznej, wyjechał do Niemiec. Nina Grabbe pozostała w Belgradzie i wstąpiła do monasteru Leśniańskiej Ikony Matki Bożej. Razem z całą wspólnotą wyjechała w 1950 do Francji.
Przy postrzyżynach mniszych otrzymała imię Magdalena. Szybko stała się jedną z najbliższych współpracownic ihumeni Teodory. W miarę pogarszania się jej stanu zdrowia stopniowo przejmowała obowiązki związane z kierowaniem klasztorem, będącym jednym z najważniejszych centrów duchowych rosyjskiej emigracji.
Zmarła na raka. Swoją chorobę długo ukrywała, ujawniła ją dopiero w czerwcu 1987; gdy poddała się leczeniu, choroba była już w zbyt zaawansowanym stadium, by mogło być ono skuteczne. Odmówiła poddania się terapii i wróciła do klasztoru. Sama wskazała na swoją następczynię mniszkę Atanazję. Została pochowana na cmentarzu mniszek na terenie monasteru.